# Đệ Nhất Cộng hòa Áo
Đệ nhất Cộng hoà Áo (tiếng Đức: Republik Österreich) được thành lập sau khi Hiệp ước Saint-Germain-en-Laye được ký vào 10 tháng 9 năm 1919—thoả thuận sau kết thúc Chiến tranh thế giới thứ nhất với sự sụp đổ của triều đại Habsburg và Cộng hoà Áo-Đức—và kết thúc với sự thành lập nhà nước phát xít - Nhà nước Liên bang Áo dưới chế độ độc tài của Engelbert Dollfuß và Mặt trận Tổ quốc năm 1934. Hiến pháp Cộng hoà được ban hành vào 1 tháng 10 năm 1920 và sửa đổi vào 7 tháng 12 năm 1929. Giai đoạn cộng hoà đánh dấu bởi sự gia tăng xung đột và bạo lực giữa phe cánh tả và phe cánh hữu, dẫn đến Khởi nghĩa tháng 7 năm 1927 và Nội chiến Áo năm 1934.

## Thành lập

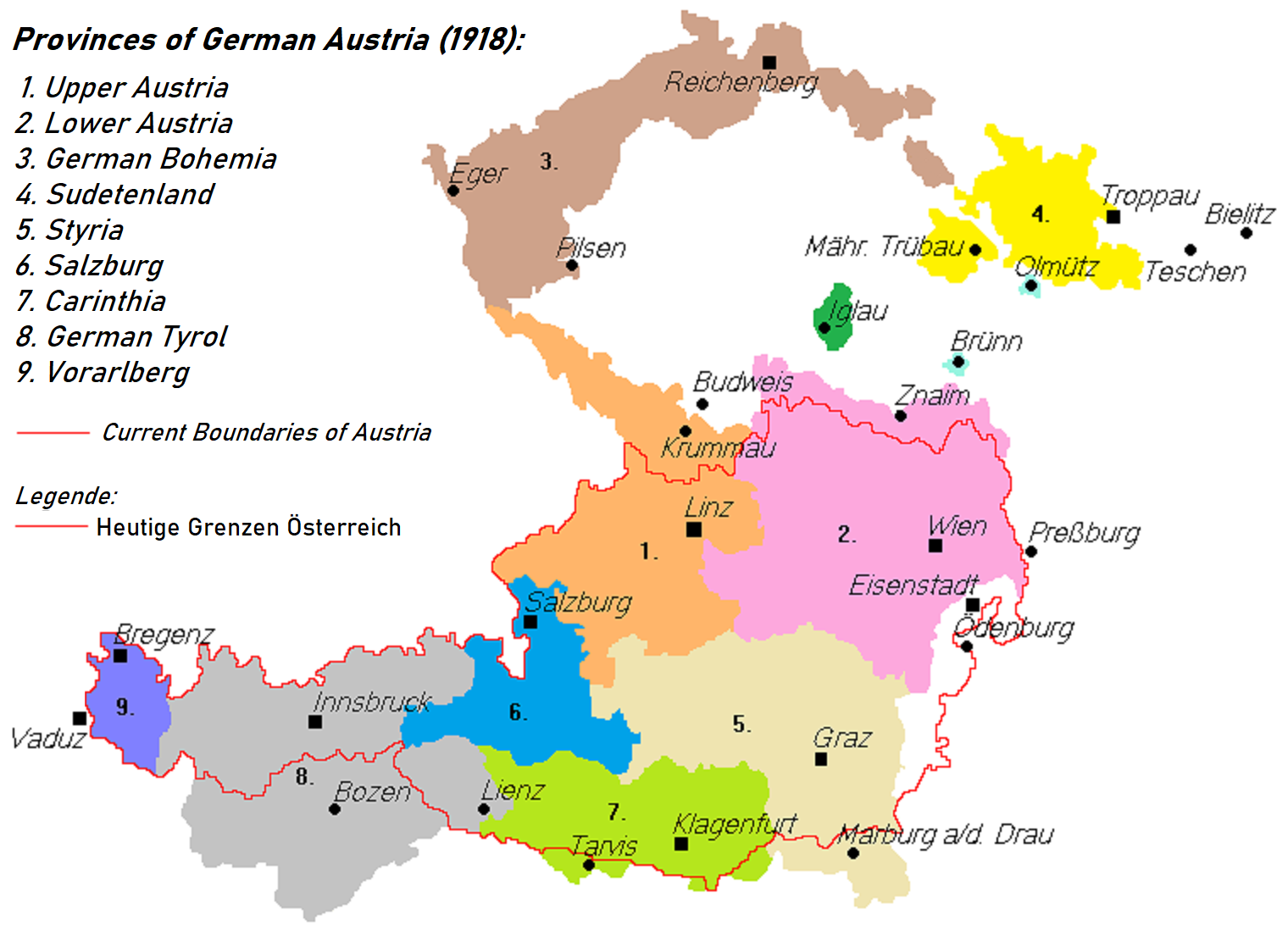
Vùng đất do Áo-Đức tuyên bố chủ quyền vào năm 1918

Vào tháng 9 năm 1919, quốc gia sơ khai Áo-Đức - hiện chỉ còn là vùng đất vương miện Alps và Danubia của Đế quốc Áo - đã bị mất nhiều lãnh thổ bởi Hiệp ước Saint Germain khi phải nhượng các vùng dân cư Đức ở Sudetenland cho Tiệp Khắc, Nam Tyrol với đông dân Đức cho Ý và một phần các tỉnh Alps cho Vương quốc của người Serb, người Croatia và người Slovene (Kraljevina Srba, Hrvata i Slovenaca hay SHS, còn được gọi là Nam Tư). Bất chấp sự phản đối của Áo, hiệp ước này cũng cấm Anschluss hay liên minh của Áo với Cộng hòa Weimar (Đức) nếu không có sự chấp thuận của Hội Quốc Liên. Đồng minh không muốn một nước Đức bại trận lại được mở rộng biên giới của mình bằng cách hấp thụ phần còn lại của Áo. Với việc đóng cửa con đường này, Áo-Đức đổi tên chính thức thành Cộng hòa Áo.
Nhà nước mới đã quản lý để ngăn chặn hai yêu sách lãnh thổ của các nước láng giềng. Đầu tiên là phần đông nam của Kärnten, một phần là nơi sinh sống của người Slovene. Nó đã bị ngăn chặn bởi nhà nước SHS mới thông qua một cuộc trưng cầu dân ý ở Kärnten vào ngày 10 tháng 10 năm 1920, trong đó phần lớn dân cư đã chọn ở lại Áo. Yêu sách đất đai bị ngăn cản thứ hai là yêu sách của Hungary đối với Burgenland với tên gọi "Tây Hungary", là một phần của vương quốc Hungary từ năm 907. Nó là nơi sinh sống chủ yếu của cộng đồng nói tiếng Đức nhưng cũng có các dân tộc thiểu số nói tiếng Croatia và Hungary. Thông qua Hiệp ước St. Germain, nó trở thành một phần của Cộng hòa Áo vào năm 1921. Tuy nhiên, sau một cuộc trưng cầu dân ý gây tranh cãi bởi Áo, thành phố thủ phủ của tỉnh Sopron (Ödenburg thuộc Đức) vẫn thuộc Hungary.
Hiệp ước Saint Germain đã khiến người Đức ở Áo tức giận vì cho rằng nó vi phạm Mười bốn điểm do Tổng thống Hoa Kỳ Woodrow Wilson đưa ra trong các cuộc đàm phán hòa bình, đặc biệt là quyền "tự quyết" của tất cả các quốc gia. Nhiều người trong số họ cảm thấy rằng với việc mất 60% lãnh thổ của đế chế trước chiến tranh, Áo không còn khả năng tự chủ về mặt kinh tế và chính trị như một quốc gia nếu không liên minh với Đức. Áo hiện là một quốc gia nhỏ, không giáp biển với khoảng 6,5 triệu dân. Vienna, với dân số gần 2 triệu người, bị bỏ lại như một kinh đô mà không có đế chế nuôi sống nó. Chỉ 17,8 phần trăm đất đai của Áo là có thể trồng trọt được; phần lớn diện tích đất canh tác ở nửa đế quốc Áo trước đây nay là một phần của Tiệp Khắc và Nam Tư.
Trong phần lớn đầu những năm 1920, sự tồn tại của Áo bị nghi ngờ rất nhiều. Điều này một phần là do Áo vốn không giống như Hungary khi chưa bao giờ là một quốc gia theo đúng nghĩa. Mặc dù nhà nước Áo đã tồn tại dưới hình thức này hay hình thức khác trong 700 năm, nó không có một lực thống nhất thực sự nào ngoài sự tồn tại dưới sự cai trị của nhà Habsburg. Bản sắc vùng miền ở Tirol, Kärnten và những vùng khác mạnh hơn nhiều so với bất kỳ ý thức bản sắc dân tộc nào.

## Chính phủ và chính trị, 1920–1934
Hiến pháp mới đã tạo ra cơ quan lập pháp lưỡng viện với Thượng viện Bundesrat được thành lập bởi các đại diện từ các vùng thuộc liên bang và Hạ viện Nationalrat, nơi các đại biểu được bầu qua các cuộc bầu cử phổ thông. Tổng thống Liên bang được bầu với nhiệm kỳ 4 năm trong một phiên họp toàn thể của cả hai viện trong khi Thủ tướng được bầu bởi Nationalrat. Vì không có đảng chính trị nào giành được đa số nghị viện, Áo được điều hành bởi các liên minh của Đảng Xã hội Cơ đốc giáo bảo thủ và Đảng Nhân dân Đại Đức cánh hữu hoặc Landbund bảo thủ hơn chính phủ đầu tiên của Đảng Dân chủ Xã hội của Karl Renner giai đoạn 1919–20. Chính phủ của Karl Renner đã thành lập một số luật kinh tế xã hội và lao động tiến bộ.
Sau năm 1920, chính phủ của Áo bị chi phối bởi Đảng Xã hội Cơ đốc giáo chống Anschluss, đảng này vẫn giữ quan hệ chặt chẽ với Giáo hội Công giáo La Mã. Thủ tướng đầu tiên của đảng là Ignaz Seipel lên nắm quyền vào tháng 5 năm 1922 và cố gắng tạo dựng một liên minh chính trị giữa các nhà công nghiệp giàu có và Giáo hội Công giáo La Mã.
Sau cuộc bầu cử ngày 17 tháng 10 năm 1920, các đảng viên Đảng Dân chủ Xã hội mất đa số trong nghị viện và vẫn ở trong phe đối lập cho đến năm 1934 khi họ bị Dollfuß cấm hoạt động. Đảng Xã hội Cơ đốc giành được 85 ghế, Đảng Dân chủ Xã hội 69 ghế, Đảng Đại Đức 20 ghế và Liên minh Nông dân 8 ghế. Michael Hainisch được bầu làm Tổng thống Liên bang. Sau cuộc bầu cử tháng 10 năm 1923, Ignaz Seipel vẫn nắm quyền và từ chức vào tháng 11 năm 1924 khi được Rudolf Ramek kế vị.
Vào tháng 12 năm 1928, đảng viên Đảng Xã hội Cơ đốc giáo Wilhelm Miklas được bầu làm Tổng thống Liên bang và vào ngày 7 tháng 12 năm 1929, Hiến pháp được sửa đổi đã làm giảm quyền lực của quốc hội khi Tổng thống Liên bang có thể được bầu bằng một cuộc bỏ phiếu phổ thông và cho ông ta quyền bổ nhiệm chính phủ liên bang và ban hành các điều luật khẩn cấp.
Sau cuộc bầu cử năm 1930, Đảng Dân chủ Xã hội nổi lên là đảng lớn nhất với 72 ghế nhưng vị Thủ tướng thuộc Xã hội Cơ đốc giáo Otto Ender đã tạo ra một chính phủ liên minh mà không có họ.

### Xung đột giữa phe cánh tả và phe cánh hữu

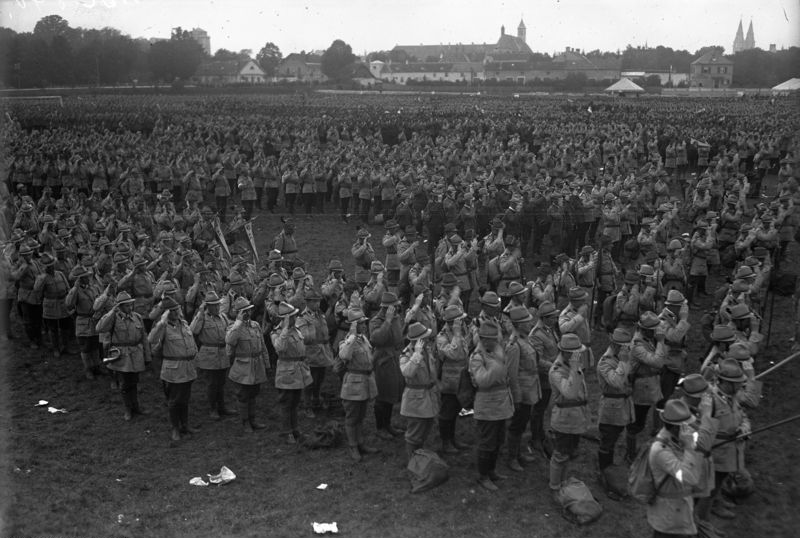
Cuộc diễu hành Heimwehr, 1928

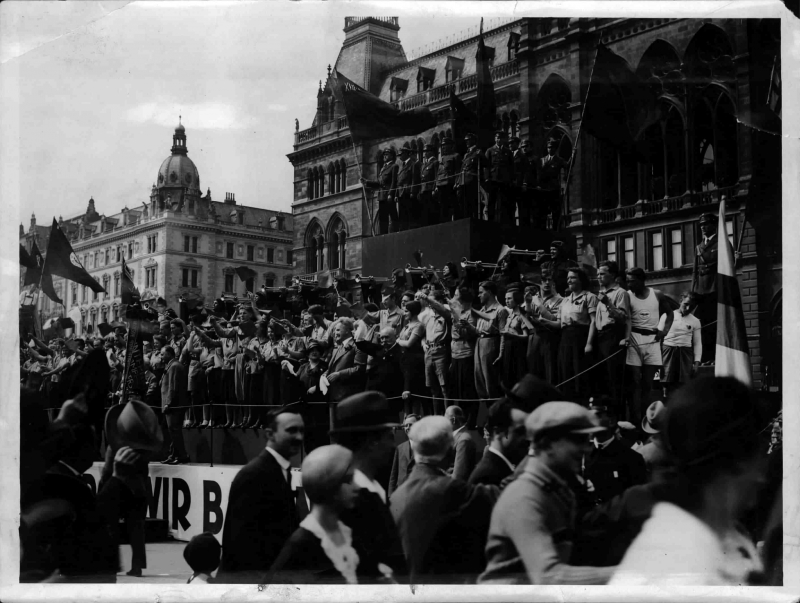
Đảng Dân chủ Xã hội kỷ niệm ngày 1 tháng 5 năm 1932

Mặc dù quốc gia có một đảng chính trị ổn định nắm quyền, nền chính trị của quốc gia này rất tồi tệ và bạo lực khi cả hai lực lượng bán quân sự thuộc đảng Dân chủ Xã hội (Republikanischer Schutzbund) và cánh hữu (Heimwehr) xung đột với nhau. Đất nước bị chia cắt giữa những người dân nông thôn bảo thủ và đảng Dân chủ Xã hội kiểm soát Vienna Đỏ.
Năm 1927, trong một cuộc đụng độ chính trị ở Schattendorf, một ông già và một đứa trẻ đã bị Heimwehr bắn chết. Vào ngày 14 tháng 7 năm 1927, những kẻ xả súng đã được tha bổng và những người ủng hộ cánh tả bắt đầu một cuộc biểu tình lớn làm tòa nhà Bộ Tư pháp bị đốt cháy. Để khôi phục trật tự, cảnh sát và quân đội đã bắn chết 89 người và làm 600 người bị thương. Cuộc biểu tình khổng lồ được gọi là Khởi nghĩa tháng 7 năm 1927. Các đảng viên Đảng Dân chủ Xã hội kêu gọi một cuộc tổng đình công kéo dài bốn ngày.
Sau các sự kiện năm 1927, các phần tử bảo thủ trở nên mạnh hơn và bạo lực ở Áo tiếp tục leo thang cho đến đầu những năm 1930 khi Engelbert Dollfuß trở thành Thủ tướng.

## Kinh tế

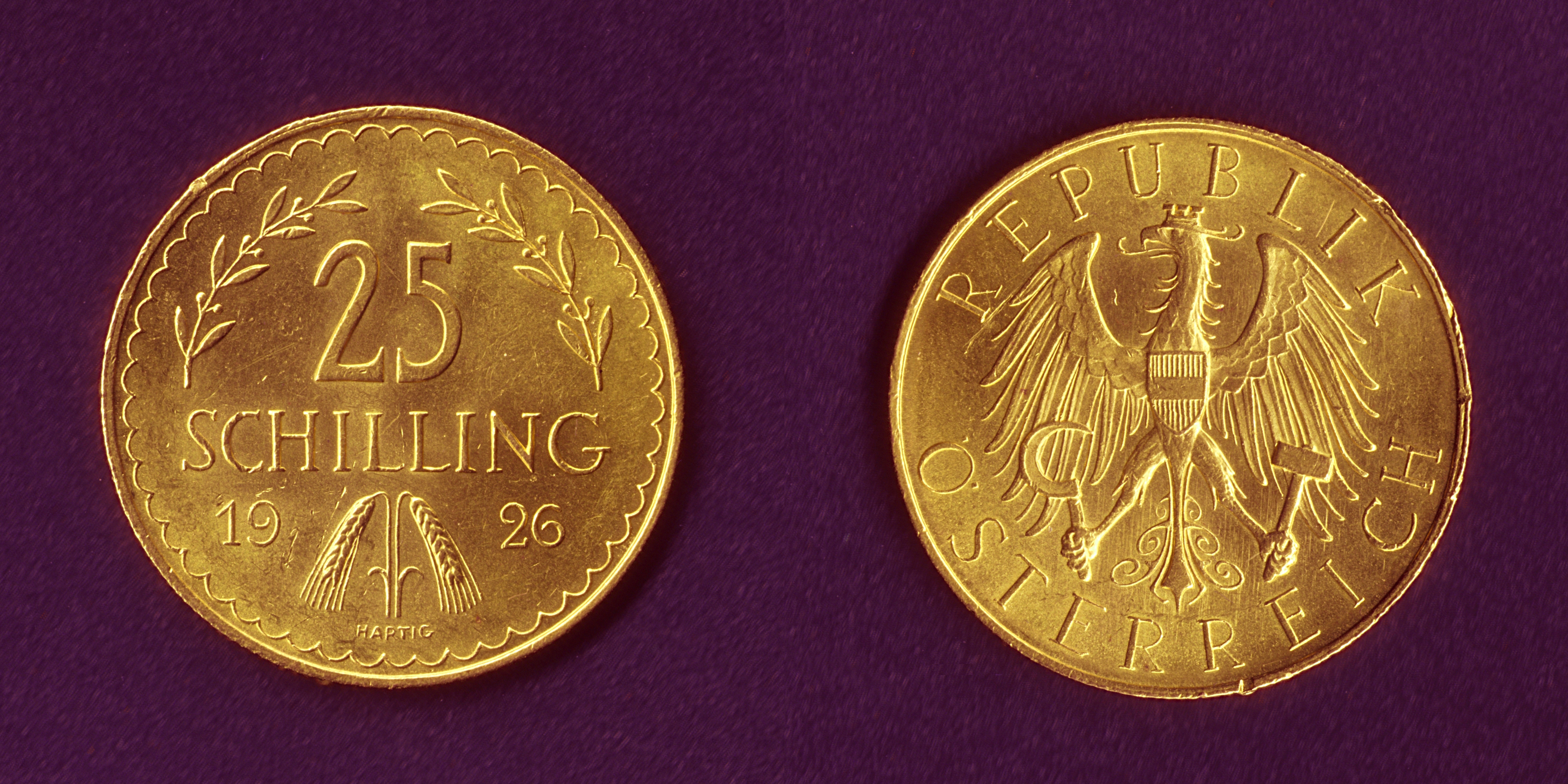
đồng vàng 25 schilling

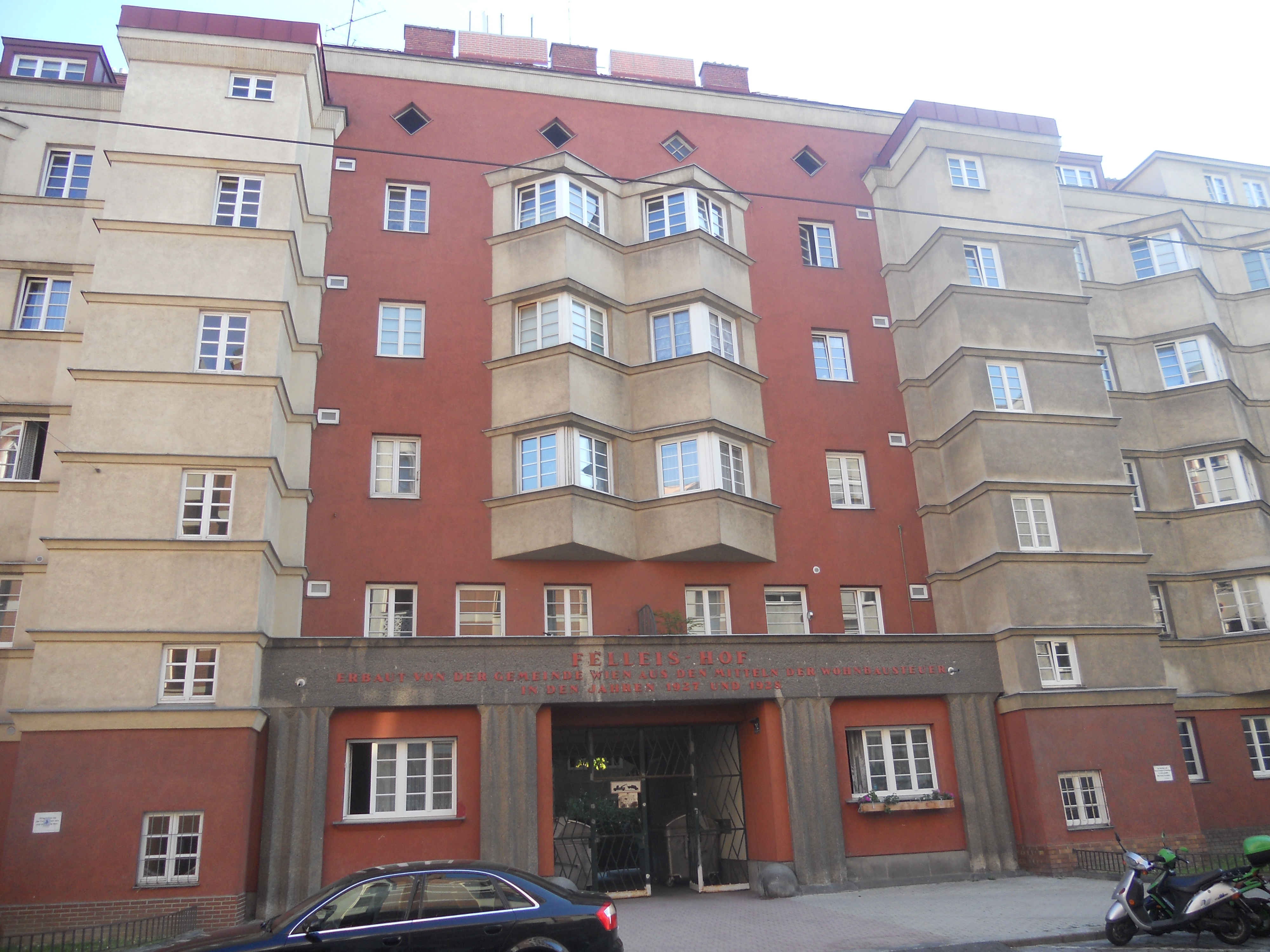
Một trong nhiều tòa nhà chung cư được xây dựng ở Vienna Đỏ

Tuy nhiên, nhà nước mới rất khó kiểm soát vì phần lớn các khu vực kinh tế quan trọng của đế chế trước đây đã bị lấy đi sau sự thành lập của các quốc gia dân tộc mới. Vấn đề còn phức tạp hơn bởi thực tế là một số quốc gia mới này vẫn phụ thuộc vào các ngân hàng của Vienna nhưng hoạt động kinh doanh lại bị cản trở bởi các biên giới và thuế quan mới.
Nước Áo không giáp biển hầu như không thể tự cung cấp lương thực và thiếu cơ sở công nghiệp phát triển. Ngoài ra, Tiệp Khắc, Hungary, Nam Tư và Ý đã áp đặt phong tỏa thương mại và từ chối bán lương thực và than đá cho Áo đến nỗi Áo phải nhờ viện trợ và hỗ trợ từ Đồng minh phương Tây. Đến năm 1922, một đô la Mỹ trị giá 19.000 kronen và một nửa dân số thất nghiệp.
Vào tháng 12 năm 1921, Hiệp ước Lana giữa Áo và Tiệp Khắc được ký kết, trong đó, Áo công nhận biên giới quốc gia mới và từ bỏ các yêu sách đại diện cho người Đức đổi lại việc Tiệp Khắc sẽ cung cấp khoản vay 500 triệu kronen cho Áo.
Để đối phó với lạm phát sau chiến tranh, Thủ tướng Ignaz Seipel năm 1922 đã phải vay các khoản vay nước ngoài và áp dụng các chính sách thắt lưng buộc bụng. Vào tháng 10 năm 1922, Anh, Pháp, Ý và Tiệp Khắc đã cho Áo vay 650 triệu kronen vàng sau khi Seipel hứa sẽ không thực hiện Anschluss với Đức trong 20 năm và cho phép Hội Quốc Liên kiểm soát nền kinh tế Áo. Trong hai năm tiếp theo, ngân sách nhà nước được ổn định và sự giám sát quốc tế đối với ngành tài chính chấm dứt vào tháng 3 năm 1926. Ngân hàng trung ương Áo Oesterreichische Nationalbank được tái thành lập vào năm 1923, thuế bán hàng được áp dụng vào năm 1923 và đồng schilling Áo thay thế đồng krone vào tháng 12 năm 1924.
Cuộc Đại suy thoái ảnh hưởng nặng nề đến Áo và vào tháng 5 năm 1931, ngân hàng lớn nhất ở Áo là ngân hàng Creditanstalt sụp đổ. Để cứu vãn nền kinh tế, Áo muốn ký kết một liên minh thuế quan với Đức nhưng vào năm 1931, vấn đề này đã bị Pháp và các quốc gia thuộc khối Tiểu Hiệp ước phản đối.

## Chủ nghĩa phát xít Áo

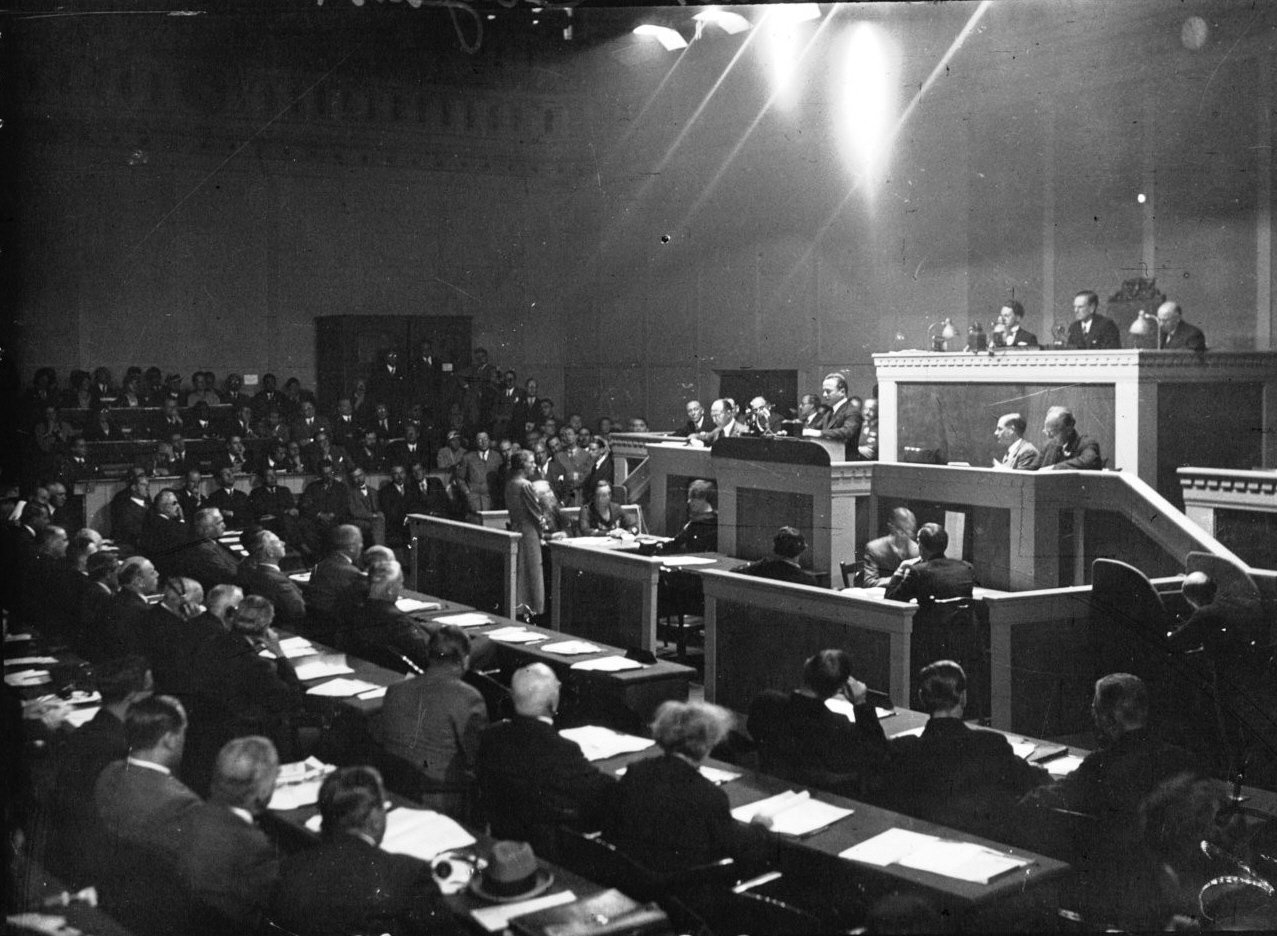
Dollfuß phát biểu trước Hội Quốc Liên vào năm 1933

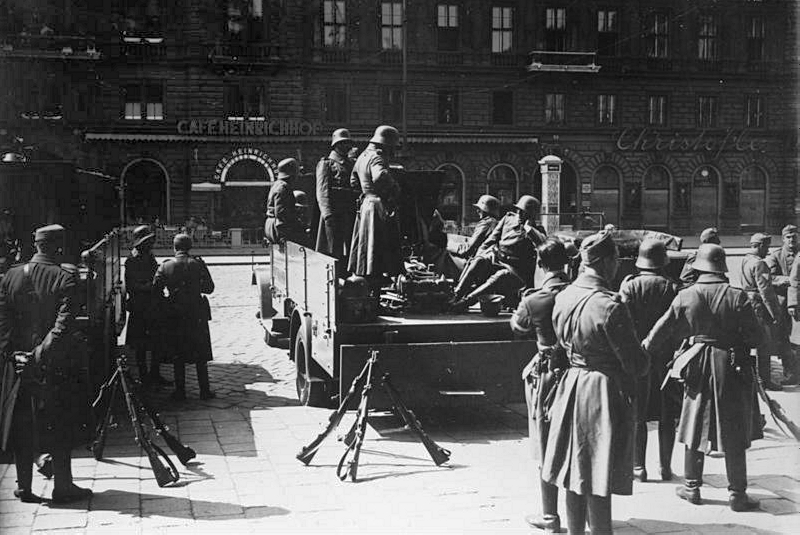
Binh lính Áo trong cuộc nội chiến ngắn năm 1934

Thủ tướng Engelbert Dollfuß của Đảng Xã hội Cơ đốc giáo lên nắm quyền ở Áo vào ngày 20 tháng 5 năm 1932 và chuyển đảng này và Áo theo chế độ độc tài, tập trung hóa và chủ nghĩa phát xít một phần vì phát xít Ý là đồng minh quốc tế mạnh nhất chống lại Đức. Vào tháng 3 năm 1933, Dollfuß lợi dụng một sai sót trong một dự luật tại quốc hội và nội các của ông đã bỏ phiếu giải tán Hội đồng Quốc gia và tuyên bố rằng quốc hội đã ngừng hoạt động. Tháng 5 năm 1933, ông thành lập Mặt trận Tổ quốc. Mặc dù bề ngoài theo chủ nghĩa phát xít nhưng chủ yếu là Công giáo và bị ảnh hưởng bởi Quadragesimo anno của Giáo hoàng năm 1931, vốn bác bỏ chủ nghĩa tự do và chủ nghĩa xã hội va ủng hộ chủ nghĩa xã đoàn.
Chính phủ đang cạnh tranh với đảng Quốc xã Áo đang phát triển, đảng này muốn Áo gia nhập Đức. Chủ nghĩa phát xít Áo của Dollfuß đã gắn bản sắc Áo với Công giáo La Mã như một phương tiện để chỉ ra lý do tại sao Áo không nên gia nhập một nước Đức chủ yếu theo đạo Tin lành.
Bạo lực chính trị leo thang thành Nội chiến Áo giữa Quốc xã, Đảng Dân chủ Xã hội và các lực lượng chính phủ vào tháng 2 năm 1934. Vào ngày 1 tháng 5 năm 1934, Dollfuß thành lập một nhà nước độc đảng do Mặt trận Tổ quốc (tiếng Đức: Vaterländische Front) lãnh đạo với việc tuyên bố "Hiến pháp Tháng Năm" độc tài. Tên của đất nước đã được đổi từ "Cộng hòa Áo" thành "Nhà nước Liên bang Áo". Quốc kỳ, quốc huy và quốc ca cũng được thay đổi.
Chủ nghĩa liên bang và quyền kiểm soát của Hội đồng Liên bang bị cắt giảm trong khi các cuộc bầu cử Hội đồng Quốc gia bị bãi bỏ. Các thành viên của Hội đồng Quốc gia được đề cử bởi bốn hội đồng kiểu xã đoàn không thông qua bầu cử - Hội đồng Nhà nước (Staatsrat), Hội đồng Văn hóa Liên bang (Bundeskulturrat), Hội đồng Kinh tế Liên bang (Bundeswirtschaftsrat) và Hội đồng Bang (Bang), các hội đồng này sẽ cung cấp ý kiến tốt nhất của họ về các lĩnh vực tương ứng. Trên thực tế, tất cả các luật và sự bổ nhiệm đều được thực hiện từ trên xuống theo sắc lệnh của Thủ tướng Liên bang và Tổng thống.
Nhà nước kiểm soát hoàn toàn các mối quan hệ giữa người sử dụng lao động và người lao động được gọi là Ständestaat và bắt đầu đàn áp những người ủng hộ Quốc xã và ủng hộ thống nhất Đức. Quốc xã đã đáp trả bằng cách ám sát Engelbert Dollfuß trong cuộc cách mạng chính trị tháng bảy ngày 25 tháng 7 năm 1934 (xem Maiverfassung 1934).
Vụ ám sát này của Quốc xã Áo đã gây phẫn nộ cho nước láng giềng của Áo, Phát xít Ý dưới thời nhà độc tài Benito Mussolini. Phát xít Ý có quan hệ tốt với Áo dưới thời Dollfuß và Mussolini nghi ngờ là có sự tham gia của Đức và hứa hỗ trợ quân sự cho chế độ phát xít Áo nếu Đức xâm lược với điều kiện Quốc xã phải công nhận Tyrol do Ý quản lý. Sự hỗ trợ của Ý đã giúp cứu Áo khỏi bị thôn tính vào năm 1934.
Người kế nhiệm Dollfuß là Kurt Schuschnigg đã duy trì lệnh cấm các hoạt động của đảng Quốc xã nhưng cũng cấm lực lượng bán quân sự quốc gia Heimwehr vào năm 1936.